# Breaking Glass (chanson)
Pour les articles homonymes, voir Breaking Glass.
Singles de David Bowie
Beauty and the Beast
(janvier 1978) Boys Keep Swinging
(avril 1979)
Breaking Glass est une chanson de David Bowie parue en 1976 sur l'album Low.
Elle est coécrite par Bowie avec son bassiste George Murray et son batteur Dennis Davis.
Une version enregistrée pendant la tournée Isolar II et parue sur l'album Stage en 1978 est éditée en single par RCA Records en novembre de la même année, avec des versions live de Art Decade et Ziggy Stardust en face B. Ce single se classe no 54 des ventes au Royaume-Uni.